# Militärflugplatz Donskoje

i7
i11
i13
Der Militärflugplatz Donskoje (russisch Аэродром Донское) ist ein Stützpunkt der russischen Seeflieger der Baltischen Flotte. Er liegt im Nordwesten der Landgemeinde Krasnotorowka/Heiligenkreutz am östlichen Ortsrand des Ortsteils Donskoje im Rajon Selenogradsk des Oblast Kaliningrad.
Er entstand in den 1930er Jahren für die Luftwaffe der Wehrmacht als Einsatzhafen Brüsterort nahe Brüsterort, im zum nationalsozialistischen Deutschen Reich gehörenden Ostpreußen.
Nach der 1945 erfolgten Angliederung des nördlichen Ostpreußens an die damalige RSFSR dient das Areal heute unter der Bezeichnung 72. Garde Fliegerbasis als Helikopter-Stützpunkt. Die Liegenschaft ist nach dem Marschall der Flieger Iwan Iwanowitsch Borsow (1915–1974) benannt.

## Geschichte
Der Einsatzhafen wurde Mitte der 1930er Jahre angelegt als Teil einer Flak-Artillerie-Schule mit dazugehöriger Schießbahn auf einem schon von der Reichswehr genutzten Schießplatz. Die Start- und Landebahn hatte einen Grasuntergrund. Im Nordwesten des Areals befanden sich zwei große Hangars. Die Wirtschafts- und Unterkunftsgebäude lagen westlich der Hangars. Ab 1941 waren hier auch verschiedene Flugzeugführerschulen untergebracht, die sich mit der Belegung des Platzes abwechselten. Als erste fliegende aktive Einheiten waren hier ab 22. August 1939 die 5. (5./186) und ab 24. August auch 6. Jagdstaffel (6./186) der II. Gruppe des Trägergeschwaders 186, und zuvor schon im August eingetroffen auch der Stab der II. Trägergruppe, stationiert, ein Verband, der für den nie fertiggestellten Flugzeugträger Graf Zeppelin vorgesehen war. Am 2. September 1939 flog noch die Stukastaffel (4./186) der II. Trägergruppe nach Brüsterort, womit die gesamte II./Trägergeschwader 186 in Brüsterort versammelt war.
Die folgende Tabelle zeigt eine Auflistung ausgesuchter fliegender aktiver Einheiten (ohne Schul- und Ergänzungsverbände) der Luftwaffe, die hier zwischen 1938 und 1945 stationiert waren.
| Von          | Bis            | Einheit                                        | Ausrüstung                            |
| ------------ | -------------- | ---------------------------------------------- | ------------------------------------- |
| August 1939  | September 1939 | II./Tr.G 186 (II. Gruppe der Trägergruppe 186) | Messerschmitt Bf 109B, Junkers Ju 87B |
| Februar 1945 | April 1945     | I./SG 3 (I. Gruppe des Schlachtgeschwaders 3)  | Focke-Wulf Fw 190F                    |
| März 1945    | April 1945     | I./JG 51 (I. Gruppe des Jagdgeschwaders 51)    | Messerschmitt Bf 109G                 |
| April 1945   | April 1945     | III./JG 51                                     | Messerschmitt Bf 109G                 |

Am 14. April 1945 besetzten sowjetische Truppen das Gelände des Fliegerhorstes. Der Flugplatz wurde in den folgenden zwei Jahren vom 28., 68. und 72. Garde-Jagdfliegerregiment genutzt. Seit 1945 gehört Brüsterort, das 1946 in Majak (russisch Маяк) umbenannt wurde, zur russischen Oblast Kaliningrad.
Die Nutzung durch U-Jagdhubschrauber begann 1958 durch das 745. selbstständige U-Jagd-Hubschrauberregiment (745. OPLWP), das 1994 zur 396. selbstständigen U-Jagd-Hubschrauberstaffel (396. OPLWE) umstrukturiert wurde. Genutzte Hubschraubertypen umfassten die Mil Mi-14, Kamow Ka-25, Ka-27 und Ka-29. Nach dem Ende des Kalten Kriegs wurde die Anzahl der hier stationierten Luftfahrzeuge reduziert.
Von der ursprünglich 2000 m langen Start- und Landebahn existieren heute lediglich noch 500 m und als Flächen für die Hubschrauber wurden ca. 25 Helipads angelegt.

## Heutige Nutzung
Die Basis beherbergt eine Staffel U-Jagd-Hubschrauber der Typen Ka-27 und Ka-29.